# Heringh család
A kiscétényi Heringh család Nyitra vármegyei és Verebélyi széki nemes család.
A család Kiscétényben volt birtokos és adományos, de a közölt török adóösszeírásokban nem szerepel ilyen nevű család.
1699-ben Heringh Miklós Kiscétényben a második Curiaban kapott adományt Kollonich Lipót érsektől. Az adományért azonban többen fizettek. Felesége Balás Katalin volt, akinek révén (leánynegyed) szerezhettek adományos birtokot. A kiscétényi adományos birtokot fia János örökölte. 1731-1732-ben a Kónya lánytestvérekkel pereskedett bizonyos birtokrész miatt. 1737-ben Heringh János és Balás Gergely Gazsy Ferencet perelték az ún. Battyay Mihály jószágért, amit Balás Lukács (Gergely apja) zálogosított el Gazsy Istvánnak (Ferenc apjának) 1744-ben Kovács József és Heringh János elcserélték bizonyos kiscétényi birtokaikat. Hering Miklós az adományszerző unokájának, Novák Józsefnek özvegye Bogyó Erzsébet 1746-ban fiával visszaköltözött Nemespannra. Hering János fia András kétszer is megnősült, ami miatt az örökösei pereskedtek az örökölt birtokon.
Az 1809-es nemesi összeírásban Kiscétényben Heringh Gábor (23 éves) és testvére Ferenc, illetve Heringh András özvegye és kiskorú fia János szerepelnek.
1824-ben Heringh Gábor és János adakozott a verebélyi székház felépítésére. 1832-ben Heringh Gábor Szakállos Katalinnak volt gyámatyja.
1847-ben Nyitra vármegyében, Kiscétényben Heringh András fiát Gábort (1780), és az ő fiait Ferencet (1807), Mihályt és Józsefet igazolták. József (1817-1866) második feleségét Balázsy Máriát 1860-ban vette el, de a férj nemsokára bekövetkező halála után a család anyagi helyzete megroppant. Emiatt a Kiscétényben született Heringh Miklós (1852-1928) elvette Szabó Annát és Nemespannra költözött. Leszármazottaik többek között a két világháború között Argentínába emigráltak, illetve a második világháború után Kanadába disszidáltak.
Heringh István és Ruscsák Ilona 1891-ben Kiscétényben született Heringh István Sándor nevű fia vasutas lett és 1934-ben Szigetvárira magyarosította nevét.
A család címere nem ismert, csupán Heringh Gábor verebély széki esküdt 1837-ben használt pecsétje. Ez alapján vélhetően a pajzsban fiókáit saját vérével tápláló pelikán ábrázolást (Krisztus jelkép) láthatunk, s ugyanezt (fiókák nélkül?) a sisakdíszben is. Monogrammja G H.

## Neves családtagok

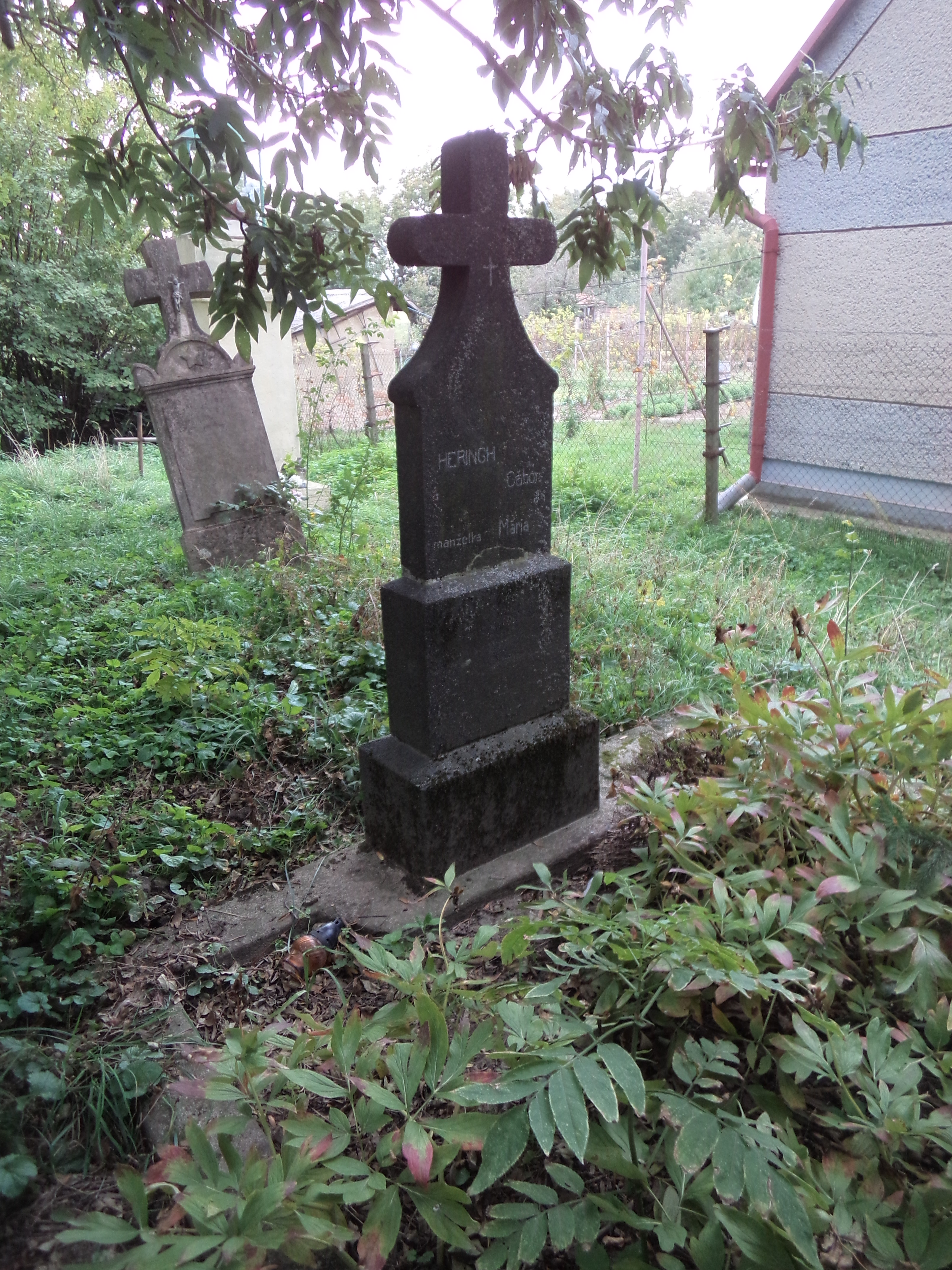
Kiscétényi temető
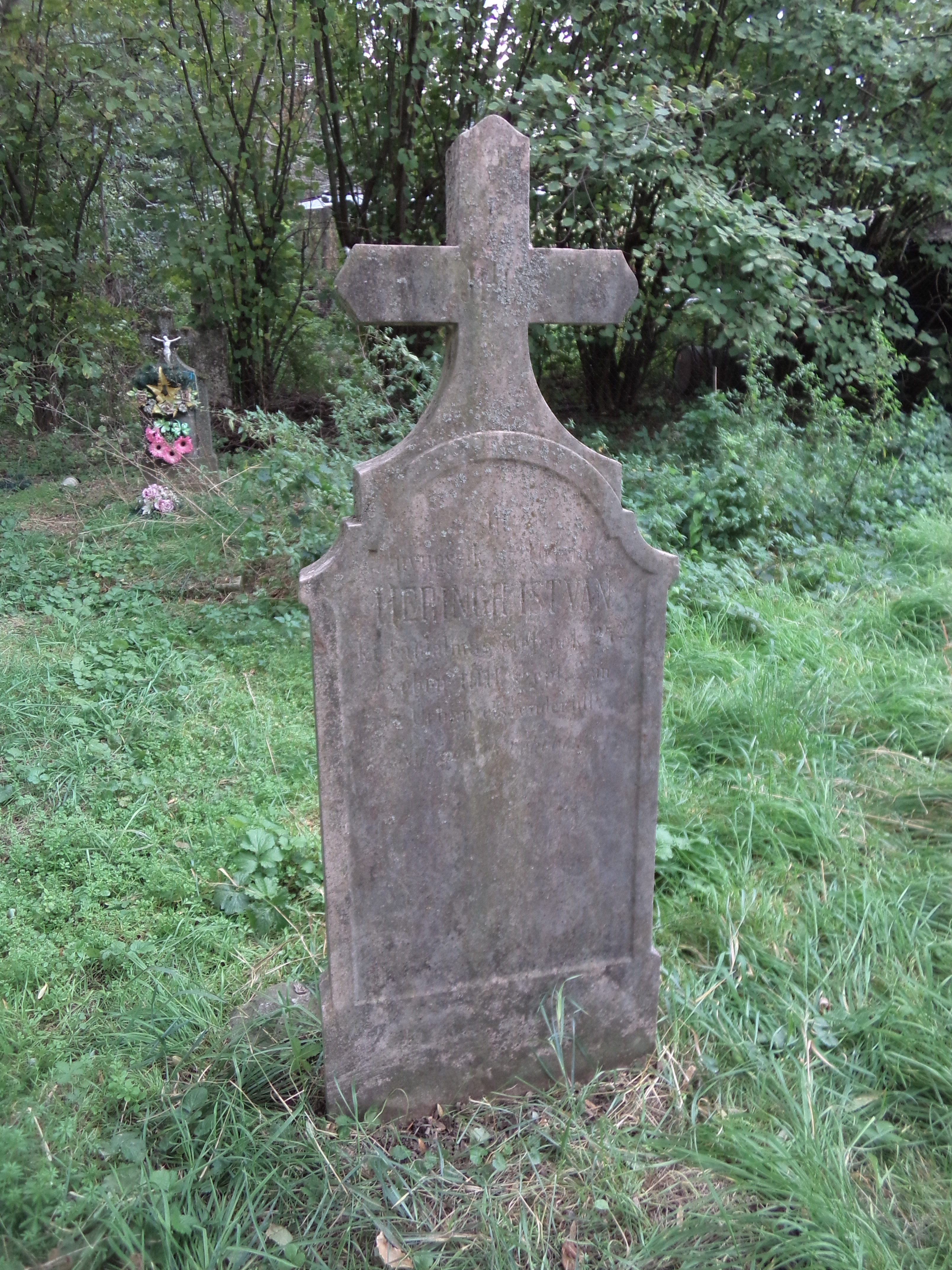
Heringh István sírja
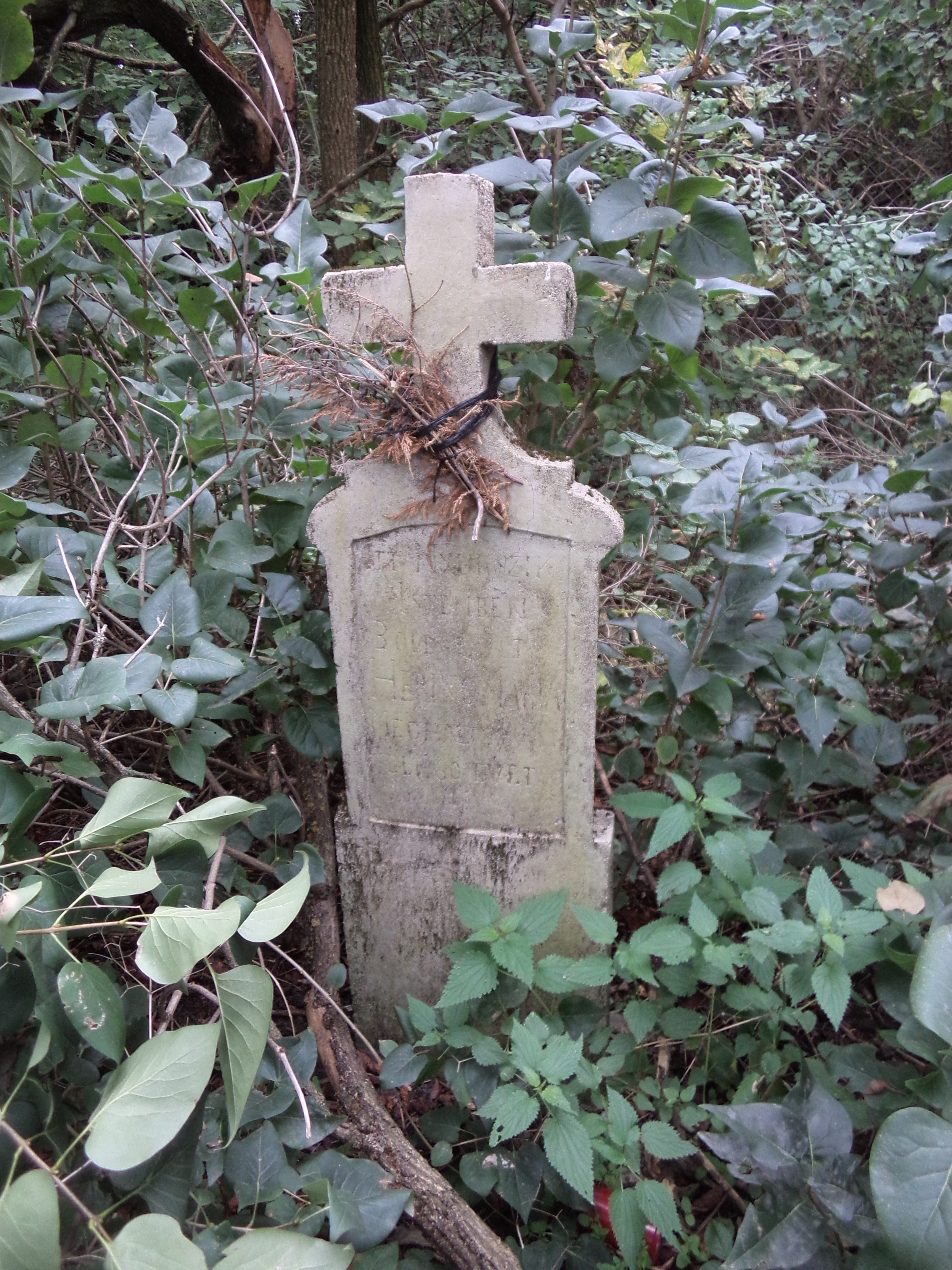
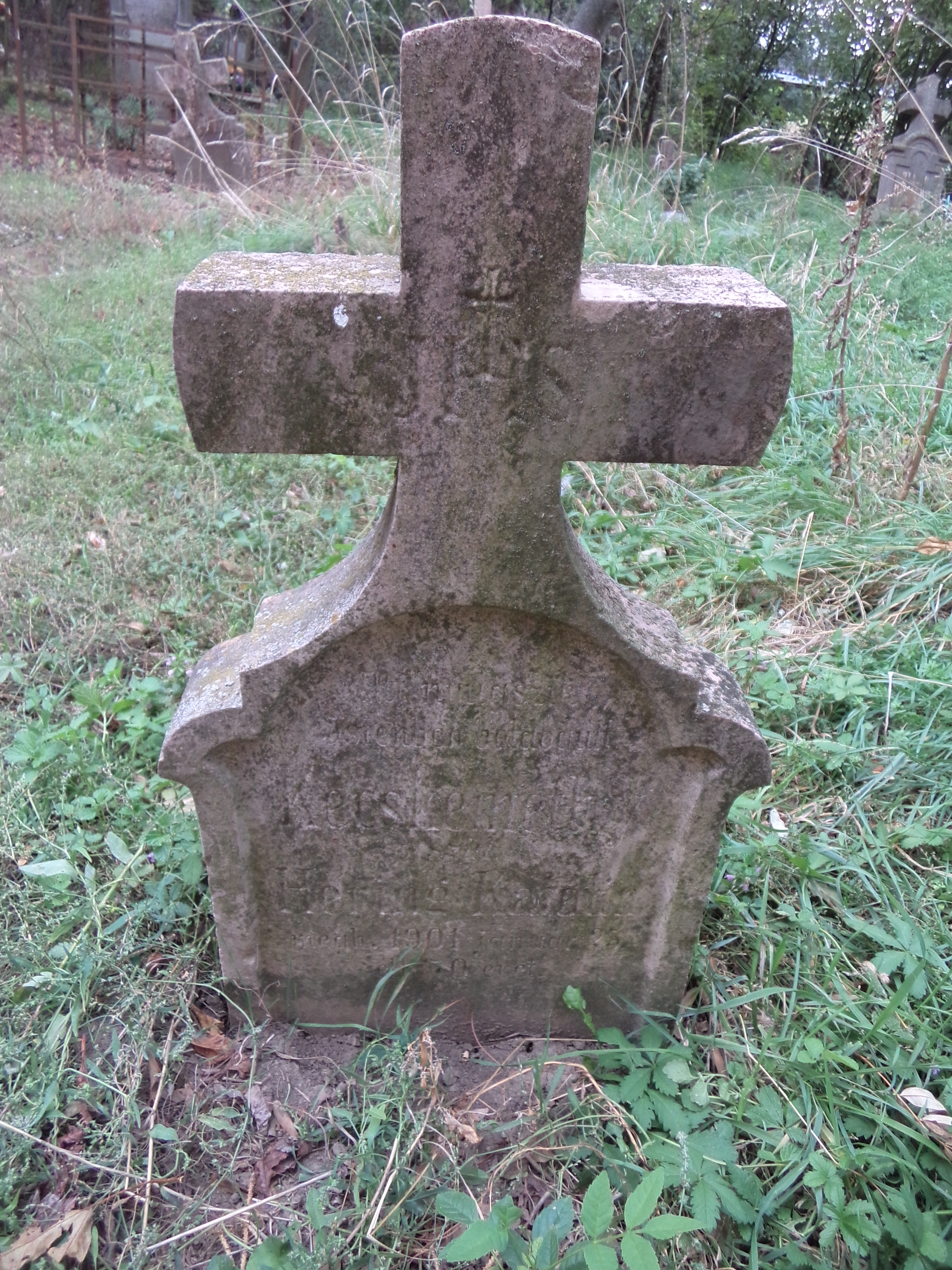
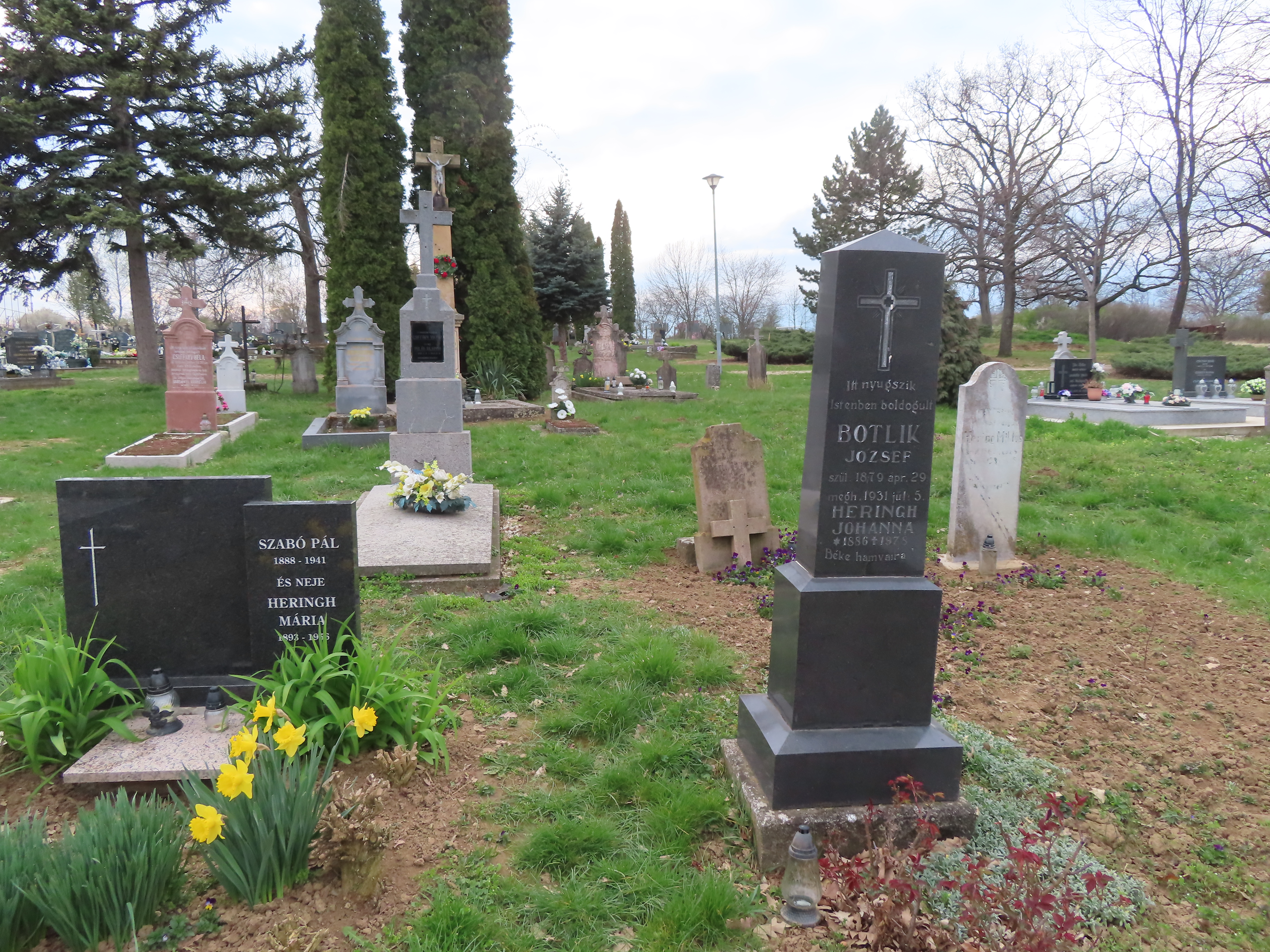
Nemespann
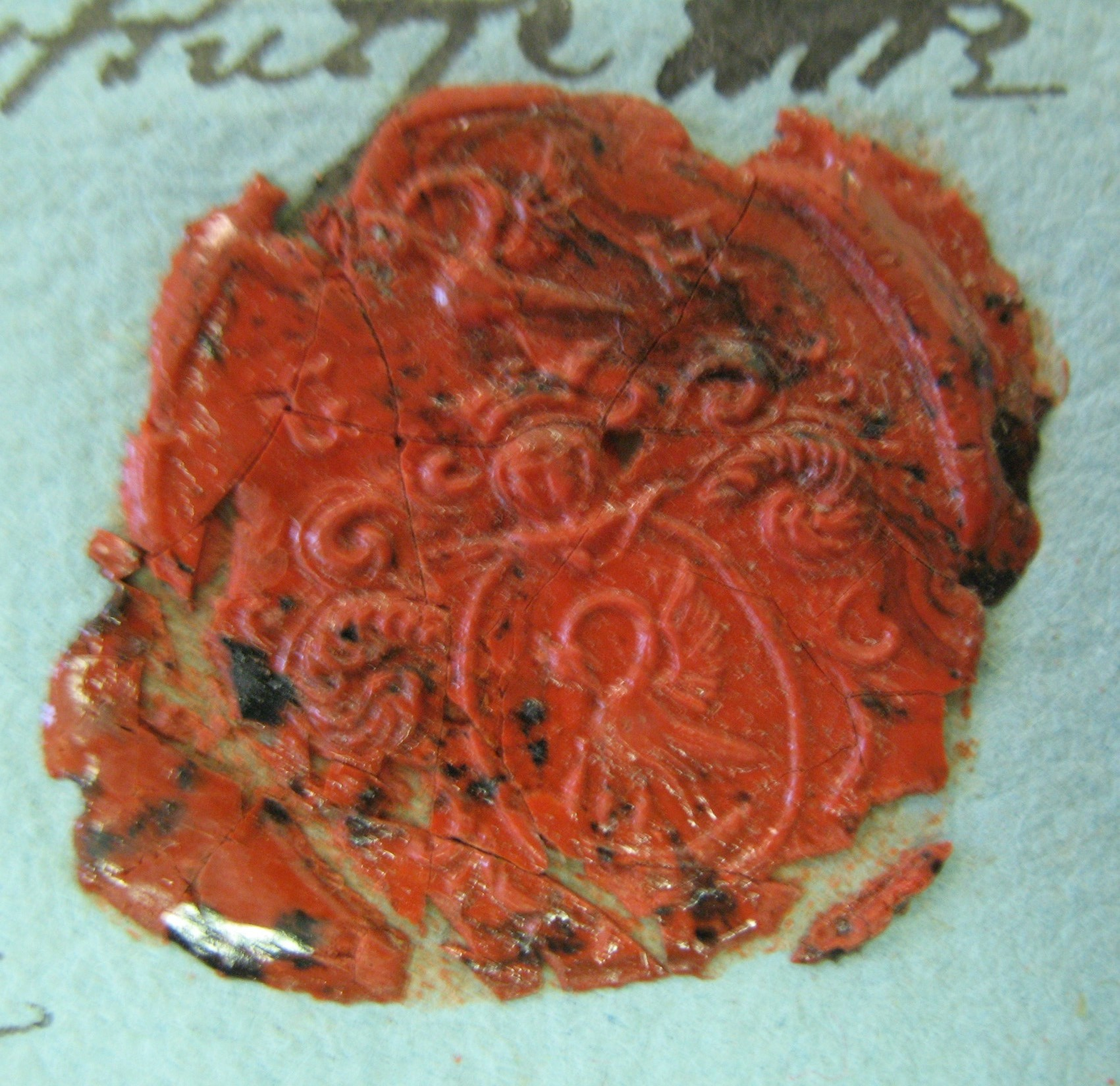
Héringh Gábor Verebély széki esküdt pecsétje 1837-ből

- Heringh János 1740-ben verebély széki esküdt
- Heringh Gábor 1837-ben és 1844-ben verebély széki esküdt
- Tasáry plébános testvérek